# Leptogaster auripulverella
Leptogaster auripulverella là một loài ruồi trong họ Asilidae. Leptogaster auripulverella được Séguy miêu tả năm 1934. Loài này phân bố ở vùng Cổ Bắc giới.